# Fujian (portaerei)
La Fujian (福建S, FújiànP, Fu-chienW - ; distintivo ottico: 18), nota anche come Tipo 003, è una portaerei cinese varata nel 2022 ed attualmente in fase di allestimento, in attesa di entrare in servizio nella Marina dell'Esercito Popolare di Liberazione.
La Fujian è la prima portaerei cinese equipaggiata con un sistema CATOBAR per il lancio ed il recupero tramite catapulta degli aeromobili imbarcati, nonché la prima portaerei interamente progettata e costruita domesticamente.

## Caratteristiche
La nave è uno sviluppo dei precedenti Tipo 001 (Liaoning) e Tipo 002 (Shandong) ma con dimensioni ingrandite e un dislocamento di 85000 t. A differenza delle prime due che sono di tipo STOBAR, questa è di tipo CATOBAR (catapult-assisted take-off, barrier arrested landing) e doveva inizialmente essere dotata di catapulte EMALS (elettromagnetiche) come le navi di Classe Gerald R. Ford statunitensi, che però stanno incontrando problemi di sviluppo.
Le dimensioni non sono ancora note ma stime basate su foto satellitari danno una larghezza di 40 m.
Il varo della Fujian (CV 18) è avvenuto il 17 giugno 2022, presso i cantieri navali della China Shipbuilding Corporation di Shangai. Al momento del varo, la nave si presentava priva di una parte sostanziale dell'equipaggiamento né aveva completato l'installazione delle tre catapulte, al posto delle quali vi erano delle vistose coperture.
Il 1 maggio 2024, la nave ha lasciato il porto di Shangai per condurre la prima prova in mare, condotta per testare e verificare l’affidabilità e la stabilità di alcuni sistemi della nave come quelli di alimentazione, elettrici e di altro tipo, ritornando, nuovamente in porto sette giorni dopo.

## Propulsione
Per questa nave è prevista una propulsione convenzionale.